# ويليس برينان
ويليس برينان (بالإنجليزية: Willis Brennan)‏ هو لاعب كرة قدم أمريكية أمريكي، ولد في 12 فبراير 1893 في شيكاغو في الولايات المتحدة، وتوفي في 19 أكتوبر 1950.

## وصلات خارجية
- ويليس برينان على موقع مرجع كرة القدم المحترفة.كوم (الإنجليزية)